# قطيفة مباشر
قرية قُطَيّفة مُباشِر إحدى القرى التابعة لمركز الإبراهيمية في محافظة الشرقية في جمهورية مصر العربية، وهي مسقط رأس رئيس وزراء مصر الأسبق أحمد شفيق.

## تاريخ القرية
تعد قطيفة مباشر من القري القديمة وردت في «قوانين ابن مماتي» وفي تحفة الإرشاد باسم «قطيفة من الفاقوسية» وأنها من أعمال الشرقية، وقال ياقوت الحموي في «المشترك وضعًا والمفترق صقعًا» باسم «القطيفة» بكورة الشرقية، كما ورد اسمها في دفاتر الروك الناصري الذي أُجري سنة 715هـ في عهد السلطان المملوكي الناصر قلاوون باسم «قطيفة مباشر» لمجاورتها لناحية مباشر تمييزًا عن قرية قطيفة العزيزية التي كانت أيضًا من أعمال الشرقية.

## السكان
حسب إحصاءات سنة 2006، بلغ إجمالي السكان في قطيفة مباشر 4487 نسمة، منهم 2263 رجل و2224 امرأة، وبحسب إحصاءات سنة 2017 ، بلغ اجمالي السكان في قطيفة مباشر 5838 نسمة، منهم 2986 رجل و 2852 امرأة.